# Anarmodia flaccidalis
Anarmodia flaccidalis is een vlinder uit de familie van de grasmotten (Crambidae). De wetenschappelijke naam van de soort is als Atheropoda flaccidalis voor het eerst geldig gepubliceerd in 1892 door Pieter Snellen.